# Kargo kult
Kargo kult (eng. cargo cult, slobodno prevedeno kult tereta) je vrsta religijske prakse koja se javlja u pre-industrijskim kulturama i plemenima nakon što su stupili u dodir s kulturom s visokim stupnjem tehnološkog razvoja. Žarište kargo kulta je stjecanje materijalnog bogatstva (kargo - teret) od napredne kulture kroz magiju, religijske rituale i prakse. Članovi kulta vjeruju da je bogatstvo koje je stečeno dar od nekog božanstva ili od dar od njihovih predaka. Kargo kultovi razvili su se u kulturama koje se nalaze na raznim otocima Pacifičkog oceana tokom 19. stoljeća nakon dodira s kolonijalistima i moreplovcima iz zapadne Europe i Amerike.